# Zabójca naszej matki
Zabójca naszej matki (ang. Daughters, znany również jako Our Mother's Murder) – amerykański film obyczajowy z 1997 roku w reżyserii Billa L. Nortona. Film oparty na faktach.

## Opis fabuły
Film opowiada o pięknej i zamożnej Anne Scripps (Roxanne Hart), która wiedzie wspaniałe życie wraz z kochającym się mężem oraz dwiema córkami - Alex (Holly Marie Combs) i Annie (Sarah Chalke). Po jakimś czasie decyduje się rozwieść. Wkrótce po tym poznaje młodszego od siebie o 9 lat robotnika budowlanego Scotta Douglasa (James Wilder). Mężczyzna ma problemy z alkoholem. Wbrew ostrzeżeniom rodziny Anne poślubia Scotta.

## Obsada
- Holly Marie Combs jako Alex Morrell
- Roxanne Hart jako Anne Scripps Douglas
- Sarah Chalke jako Annie Morrell
- James Wilder jako Scott Douglas
- Jonathan Scarfe jako Jimmy Romeo
- Michael Buie jako Andy Phillips
- Edgar Davis Jr. jako Mark
- Stephen Fanning jako Dave
- Myriam Sirois jako Stacey
- Rick Ravanello jako oficer Calder
- Alf Humphreys jako oficer Derrick
- Ryan Michael jako Tony Morrell
- Nalia Rukavina jako Tory Douglas
- Bob Osborne jako Roger Preston

i inni